# Armada d'Egipte
L'Armada d'Egipte (àrab: القوات البحرية المصرية, al-Quwwāt al-Baḥriyya al-Miṣriyya) és la força marítima de les Forces Armades d'Egipte. És una de les més grans armades en l'Orient Mitjà i a Àfrica, i és la setena més gran del món per la seva quantitat de bucs. Dins de les seves missions s'inclou la protecció de més de 2.000 quilòmetres de litoral en el Mar mediterrani i en el Mar Roig, la defensa de la construcció i la navegabilitat del Suez, i el suport a qualsevol operació de l'Exèrcit. La majoria de l'Armada d'Egipte es va crear amb l'ajuda militar proporcionada per la Unió Soviètica en els seixanta. L'armada va rebre bucs des de la Xina en els 80 així com naus d'altres procedències occidentals (tant dels Estats Units com França en dates més recents). En 1989, l'Armada d'Egipte disposava de prop de 18.000 homes, així com comptava amb 2.000 membres en la Guàrdia Costanera.

## Història

### Inicis
Egipte disposa d'una armada des dels seus temps antics. L'armada del Egipte faraònic va arribar a ser una part vital de l'exèrcit egipci antic, car ajudava al transport de les tropes al llarg del Nil egipci i va combatre en diverses batalles, tals com la del delta contra els pobles del mar. Aquesta armada va importar gran part de la seva flota de països tals com el Regne de Xipre. Moltes de les naus solars d'Egipte encara existeixen en l'actualitat.

### Era moderna
A principis del segle xix, Egipte estava sota el mandat de Muhammad Ali Pasha, qui va desenvolupar una flota naval i un exèrcit moderns a l'estil europeu. Després de la seva intervenció en la guerra d'independència de Grècia contra l'Imperi Otomà, a comanda de Turquia, aquesta armada seria destruïda en 1827 en la batalla naval de Navarino per les flotes del Regne Unit, França i de Rússia. Amb l'Exèrcit d'Egipte ara sent assolat a Grècia, les forces de Muhammad Ali van ser desvastadas, i obligades a rendir-se un any després.
Una flota de reemplaçament va ser ràpidament construïda per a la primera guerra egipci–otomana, i en 1831, i després del desplegament de tropes en Jaffa, va recolzar a l'exèrcit principal d'Egipte en el seu avanç sobre Síria. En la segona guerra egipci–otomana en 1839, seguit a la victòria egípcia en la batalla de Nezib, la flota otomana va viatjar amb destinació a Alexandria i es va unir al bàndol egipci. No obstant això, aquestes victòries van provocar la decisiva intervenció d'Europa en suport als turcs, i mentrestant la dinastia de Muhammad Ali va continuar regnant, Egipte va acabar com una colònia britànica de forma efectiva (segons els britànics van sol·licitar a aquests un protectorat) fins als 50.

#### Crisi de Suez
L'Armada d'Egipte tan sols es va veure involucrada en conflictes perifèrics en el segle xx. En el curs de la Crisi de Suez amb els israelians, Egipte va enviar al buc Ibrahim el Awal, un destructor de la classe Hunt ex-britànic, a Haifa amb l'objectiu de bombardejar les instal·lacions petrolieres d'aquesta ciutat costanera. El 31 d'octubre del mateix any aconsegueix arribar a prop de la costa i va iniciar el seu atac, però després un creuer francès el va perseguir, sent posteriorment atacat per les forces israelianes, les quals capturen el buc Ibrahim el Awal, vaixell que fou detingut després d'una persecució per part dels destructors israelians INS Eilat i INS Yaffo, que comptaven amb el suport de l'aviació israeliana, els quals finalment el van capturar.
Els bucs i les llanxes torpedineres egipcies es van enganxar en grans batalles contra els bucs britànics en diverses maniobres per impedir les operacions amfíbies dels britànics i els francesos. La nit del 31 d'octubre al nord de la Mar Roja, el creuer lleuger HMS Newfoundland va aconseguir i va començar a atacar la fragata egípcia Domiat, reduint-la a tan sols unes despulles ardents en un breu tiroteig. Després, el destruït navili va ser enfonsat finalment pel destructor d'escorta HMS Diana, sent rescatats del naufragi tan sols 69 supervivents.
Els vaixells de guerra egipcis van bloquejar després el pas dels Estrets de Tiran, perquè era la forma en què els israelians podien arribar al seu port de la ciutat d'Elat. Aquesta seria una de les causes de l'inici de la guerra posterior. Durant la guerra en qüestió, l'Armada Israeliana va portar a 6 dels seus homes granota de les unitats de combat del comandament naval Xayyétet 13 per infiltrar-se en el port de la badia d'Alexandria. Aquests bussos van enfonsar un vaixell dragamines després van ser fets presoners. Ambdues armades van fer desplegaments tàctics amb els seus bucs en el mar amb la finalitat d'intimidar-se entre si en el transcurs de la guerra, però mai es van encarar en un combat directe entre si. No obstant això, els bucs i les aeronaus van patrullar els cels i el mar a la recerca de bucs i submarins egipcis a través del mar en la resta d'aquest conflicte.

#### Guerra dels Sis Dies
A l'octubre de 1967, després del cessament d'hostilitats, l'Armada d'Egipte seria la primera armada al món i en la història a enfonsar una nau usant míssils antivaixell, quan un llanxa ràpida d'atac de la classe Komar va enfonsar al destructor israelià INS Eilat amb dos impactes directes.Aquest és un dels fets més resaltables de la història naval moderna, i per primera vegada una batalla naval a on es faria ús dels míssils anti-vaixell i es veuria el seu gran potencial, després d'enfonsar un destructor a tan sols 17 km (11 milles) de Port Saïd. En el transcurs dels dies 15 i 16 de novembre de 1969, bussos d'assalt egipcis van atacar el port de Eilat i van causar greus danys al buc de transport militar "Bat Yam". En el transcurs dels dies 5–6 de febrer de 1970, els bussos d'atac navals van assaltar i van destruir als bucs de desembarcament situats en el mateix moll i en el mateix port, causant bastants danys als bucs de desembarcament "Bait Shivaa" i al transport artillat "Hydroma". El 8 de març de 1970, els bussos navals ataquen al perforador "Keting" en el port de Abidjan a Costa d'Ivori creient que Israel havia adquirit aquest buc perforador als Països Baixos, i el propòsit del qual era el d'explorar possibles jaciments de petroli en el golf de Suez.

#### Guerra de Yom Kippur
Durant la guerra de Yom Kippur, Egipte va bloquejar el transport comercial cap a Elat en el golf d'Àqaba instal·lant mines; això es va fer en resposta als contundents atacs israelians, i també van tenir la intenció de detenir l'activitat dels ports israelians en el Mar Mediterrani. L'Armada també va usar la seva artilleria costanera a l'est de Port Fouad per recolzar a l'Exèrcit amb la finalitat de preparar l'assalt al canal del Suez. En la batalla de Baltrim, tres bucs llançamíssils de la classe "Osa" egipcis van ser enfonsats.

## Rangs i distintius

### Oficials, caps i almiralls
| Rang dels Oficials i la seva insígnia en l'Armada d'Egipte | Rang dels Oficials i la seva insígnia en l'Armada d'Egipte | Rang dels Oficials i la seva insígnia en l'Armada d'Egipte | Rang dels Oficials i la seva insígnia en l'Armada d'Egipte | Rang dels Oficials i la seva insígnia en l'Armada d'Egipte | Rang dels Oficials i la seva insígnia en l'Armada d'Egipte | Rang dels Oficials i la seva insígnia en l'Armada d'Egipte | Rang dels Oficials i la seva insígnia en l'Armada d'Egipte | Rang dels Oficials i la seva insígnia en l'Armada d'Egipte | Rang dels Oficials i la seva insígnia en l'Armada d'Egipte | Rang dels Oficials i la seva insígnia en l'Armada d'Egipte |
| Almirall                                                   | Vicealmirall                                               | Contraalmirall                                             | Coronel                                                    | Tinent coronel                                             | Comandant                                                  | Capità                                                     | Tinent I                                                   | Tinent II                                                  | Alferes                                                    |                                                            |
| (en àrab فريق أول, farīq awwal)                            | (en àrab فريق, farīq)                                      | (en àrab لواء, liwāʾ)                                      | (en àrab عميد, ʿamīd)                                      | (en àrab عقيد, ʿaqīd)                                      | (en àrab مقدم, muqaddam)                                   | (en àrab رائد, rāʾid)                                      | (en àrab نقيب, naqīb)                                      | (en àrab ملازم أول, mulāzim awwal)                         | (en àrab ملازم, mulāzim)                                   |                                                            |
| ---------------------------------------------------------- | ---------------------------------------------------------- | ---------------------------------------------------------- | ---------------------------------------------------------- | ---------------------------------------------------------- | ---------------------------------------------------------- | ---------------------------------------------------------- | ---------------------------------------------------------- | ---------------------------------------------------------- | ---------------------------------------------------------- | ---------------------------------------------------------- |
|                                                            |                                                            |                                                            |                                                            |                                                            |                                                            |                                                            |                                                            |                                                            |                                                            |                                                            |

### Mariners i sotsoficials
| Rang dels Sotsoficials i la seva insígnia en l'Armada d'Egipte | Rang dels Sotsoficials i la seva insígnia en l'Armada d'Egipte | Rang dels Sotsoficials i la seva insígnia en l'Armada d'Egipte | Insígnia del personal allistat |
| Sergent major                                                  | Sergent                                                        | Caporal                                                        | Mariner                        |
| (en àrab رقيب أول, raqīb awwal)                                | (en àrab رقيب, raqīb)                                          | (en àrab عريف, ʿarīq)                                          | (en àrab جندي, jundī)          |
| -------------------------------------------------------------- | -------------------------------------------------------------- | -------------------------------------------------------------- | ------------------------------ |
|                                                                |                                                                |                                                                | —-                             |

## Equipament

### Vaixells d'assalt amfibi
| Classe  | Origen | Tipus                   | Quantitat | Nom                | Nº      | Armament                            | Calibre | Imatge |
| ------- | ------ | ----------------------- | --------- | ------------------ | ------- | ----------------------------------- | ------- | ------ |
| Mistral | França | Vaixell d'assalt amfibi | 2         | Gamal Abdel Nasser | (L1010) | 4 x metralladores M2 Browning       | 12.7mm  |        |
| Mistral | França | Vaixell d'assalt amfibi | 2         | Anwar El Sadat     | (L1020) | 2 x míssils terra-aire MBDA Mistral | -       |        |

### Submarins
| Classe   | Origen   | Tipus   | Quantitat | Nom | Nº              | Armament                           | Calibre | Imatge |
| -------- | -------- | ------- | --------- | --- | --------------- | ---------------------------------- | ------- | ------ |
| 209/1400 | Alemanya | Submarí | 4         | -   | S41 S42 S43 S44 | 8 x tubs de llançament de torpedes | 533mm   |        |
| 209/1400 | Alemanya | Submarí | 4         | -   | S41 S42 S43 S44 | 14 x míssils antivaixell Harpoon   | 340mm   |        |
| Romeo    | Xina     | Submarí | 4         | -   | 849 852 855 858 | 8 x tubs de llançament de torpedes | 533mm   |        |
| Romeo    | Xina     | Submarí | 4         | -   | 849 852 855 858 | 14 x míssils antivaixell Harpoon   | 340mm   |        |

### Fragates
| Classe              | Origen       | Tipus                         | Quantitat | Nom             | Nº        | Armament                                       | Calibre | Imatge |
| ------------------- | ------------ | ----------------------------- | --------- | --------------- | --------- | ---------------------------------------------- | ------- | ------ |
| FREMM Aquitanie     | França       | Fragata multipropòsit         | 1         | Tahya Misr      | (FFG1001) | 16 x míssils terra-aire Aster 15               | 180mm   |        |
| FREMM Aquitanie     | França       | Fragata multipropòsit         | 1         | Tahya Misr      | (FFG1001) | 8 x míssils antivaixell Exocet                 | 348mm   |        |
| FREMM Aquitanie     | França       | Fragata multipropòsit         | 1         | Tahya Misr      | (FFG1001) | 2 x tubs de llançament de torpedes             | 323.7mm |        |
| FREMM Aquitanie     | França       | Fragata multipropòsit         | 1         | Tahya Misr      | (FFG1001) | 1 x canó OTO Melara                            | 76mm    |        |
| FREMM Aquitanie     | França       | Fragata multipropòsit         | 1         | Tahya Misr      | (FFG1001) | 3 x canons Nexter                              | 20mm    |        |
| Oliver Hazard Perry | Estats Units | Fragata llançadora de míssils | 4         | Sharm El Sheikh | (F901)    | 32 x míssils terra- aire (SAM) Standard        | 340mm   |        |
| Oliver Hazard Perry | Estats Units | Fragata llançadora de míssils | 4         | Toshka          | (F906)    | 8 x míssils antivaixell Harpoon                | 340mm   |        |
| Oliver Hazard Perry | Estats Units | Fragata llançadora de míssils | 4         | Alexandria      | (F911)    | 1 x canó OTO Melara                            | 76mm    |        |
| Oliver Hazard Perry | Estats Units | Fragata llançadora de míssils | 4         | Alexandria      | (F911)    | 2 x tubs de llançament de torpedes MU-90       | 323.7mm |        |
| Oliver Hazard Perry | Estats Units | Fragata llançadora de míssils | 4         | Taba            | (F916)    | 1 x canó antiaèri Phalanx CIWS                 | 20mm    |        |
| Oliver Hazard Perry | Estats Units | Fragata llançadora de míssils | 4         | Taba            | (F916)    | 2 x tubs de llançament de torpedes triples     | 324mm   |        |
| Knox                | Estats Units | Fragata llançadora de míssils | 2         | Domyat          | (F961)    | 12 x míssils antisubmarins ASROC               | 420mm   |        |
| Knox                | Estats Units | Fragata llançadora de míssils | 2         | Domyat          | (F961)    | 4 x míssils antivaixell Harpoon                | 340mm   |        |
| Knox                | Estats Units | Fragata llançadora de míssils | 2         | Rashid          | (F966)    | 1 x canó MK45                                  | 127mm   |        |
| Knox                | Estats Units | Fragata llançadora de míssils | 2         | Rashid          | (F966)    | 1 x canó antiaèri Phalanx CIWS                 | 20mm    |        |
| Knox                | Estats Units | Fragata llançadora de míssils | 2         | Rashid          | (F966)    | 4 x tubs de llançament de torpedes             | 324mm   |        |
| Jianghu-2           | Xina         | Fragata                       | 2         | Najm al Zafer   | (F951)    | 6 x míssils antivaixell P-15 Termit            | 760mm   |        |
| Jianghu-2           | Xina         | Fragata                       | 2         | Najm al Zafer   | (F951)    | 2 x canons navals                              | 100mm   |        |
| Jianghu-2           | Xina         | Fragata                       | 2         | Al Nasser       | (F956)    | 4 x canons antiaèris controlats per radar      | 37mm    |        |
| Jianghu-2           | Xina         | Fragata                       | 2         | Al Nasser       | (F956)    | 2 x llançadors de coets antisubmarins RBU-1200 | 300mm   |        |
| Jianghu-2           | Xina         | Fragata                       | 2         | Al Nasser       | (F956)    | 4 x llançadors de càrregues de profunditat     | -       |        |

### Corbetes
| Classe      | Origen  | Tipus   | Quantitat | Nom         | Nº     | Armament                             | Calibre | Imatge |
| ----------- | ------- | ------- | --------- | ----------- | ------ | ------------------------------------ | ------- | ------ |
| Descubierta | Espanya | Corbeta | 2         | Suez        | (F946) | 8 x míssils antivaixell Harpoon      | 340mm   |        |
| Descubierta | Espanya | Corbeta | 2         | Suez        | (F946) | 8 x míssils terra-aire Sea Sparrow   | 200mm   |        |
| Descubierta | Espanya | Corbeta | 2         | Abu Qir     | (F941) | 1 x canó naval                       | 76mm    |        |
| Descubierta | Espanya | Corbeta | 2         | Abu Qir     | (F941) | 2 x canons antiaèris                 | 40mm    |        |
| Descubierta | Espanya | Corbeta | 2         | Abu Qir     | (F941) | 2 x morters antisubmarins            | 375mm   |        |
| Descubierta | Espanya | Corbeta | 2         | Abu Qir     | (F941) | 6 x tubs de torpedes                 | 325mm   |        |
| Tarantul    | Rússia  | Corbeta | 1         | Ahmed Fadel | (C801) | 4 x míssils antivaixell P-270 Moskit | 800mm   |        |
| Tarantul    | Rússia  | Corbeta | 1         | Ahmed Fadel | (C801) | 12 x míssils terra-aire 9K38 Igla    | 72mm    |        |
| Tarantul    | Rússia  | Corbeta | 1         | Ahmed Fadel | (C801) | 1 x canó naval AK-176                | 76mm    |        |
| Tarantul    | Rússia  | Corbeta | 1         | Ahmed Fadel | (C801) | 2 x canons antiaèris AK-630          | 30mm    |        |

### Llanxes de desembarcament
| Classe     | Origen  | Tipus                    | Quantitat | Nom | Nº                                  | Armament                              | Calibre | Imatge |
| ---------- | ------- | ------------------------ | --------- | --- | ----------------------------------- | ------------------------------------- | ------- | ------ |
| Polnocny-A | Polònia | Llanxa de desembarcament | 3         | -   | 301 303 305                         | 8 x míssils terra-aire (SAM) Strela-2 | 72mm    |        |
| Polnocny-A | Polònia | Llanxa de desembarcament | 3         | -   | 301 303 305                         | 2 x canons                            | 30mm    |        |
| Polnocny-A | Polònia | Llanxa de desembarcament | 3         | -   | 301 303 305                         | 18 x llançadors de coets              | 140mm   |        |
| Vydra      | Rússia  | Llanxa de desembarcament | 9         | -   | 330 332 334 336 338 340 342 344 346 | 2 x canons                            | 40mm    |        |
| EDA-R      | França  | Llanxa de desembarcament | 2         | -   | GN011 AS021                         | 2 x metralladores                     | 12.7mm  |        |
| EDA-R      | França  | Llanxa de desembarcament | 2         | -   | GN011 AS021                         | 2 x metralladores                     | 7.62mm  |        |
| CTM-NG     | França  | Llanxa de desembarcament | 4         | -   | GN012 GN013 AS022 AS023             | 2 x metralladores                     | 12.7mm  |        |

### Vaixells llançamíssils
| Classe            | Origen       | Tipus                 | Quantitat | Nom       | Nº  | Armament                             | Calibre | Imatge |
| ----------------- | ------------ | --------------------- | --------- | --------- | --- | ------------------------------------ | ------- | ------ |
| Ambassador Mk-III | Estats Units | Vaixell llançamíssils | 4         | S. Ezzat  | 682 | 8 x míssils antivaixell Harpoon      | 340mm   |        |
| Ambassador Mk-III | Estats Units | Vaixell llançamíssils | 4         | F. Zekry  | 684 | 1 x canó United Defense Mk75         | 76mm    |        |
| Ambassador Mk-III | Estats Units | Vaixell llançamíssils | 4         | A. Gad    | 686 | 21 x míssils terra-aire Raytheon RAM | 127mm   |        |
| Ambassador Mk-III | Estats Units | Vaixell llançamíssils | 4         | M.Fahmy   | 688 | 1 x canó Phalanx CIWS                | 20mm    |        |
| Ambassador Mk-III | Estats Units | Vaixell llançamíssils | 4         | M.Fahmy   | 688 | 2 x metralladores M60                | 7.62mm  |        |
| October           | Egipte       | Vaixell llançamíssils | 6         | -         | 781 | 2 x míssils antivaixell Otomat       | 400mm   |        |
| October           | Egipte       | Vaixell llançamíssils | 6         | -         | 783 | 2 x míssils antivaixell Otomat       | 400mm   |        |
| October           | Egipte       | Vaixell llançamíssils | 6         | -         | 785 | 2 x míssils antivaixell Otomat       | 400mm   |        |
| October           | Egipte       | Vaixell llançamíssils | 6         | -         | 787 | 2 x canons antiaèris                 | 30mm    |        |
| October           | Egipte       | Vaixell llançamíssils | 6         | -         | 789 | 2 x canons antiaèris                 | 30mm    |        |
| October           | Egipte       | Vaixell llançamíssils | 6         | -         | 791 | 2 x canons antiaèris                 | 30mm    |        |
| Tipus 024         | Xina         | Vaixell llançamíssils | 6         | -         | 609 | 2 x míssils antivaixell Silkworm     | 760mm   |        |
| Tipus 024         | Xina         | Vaixell llançamíssils | 6         | -         | 611 | 2 x míssils antivaixell Silkworm     | 760mm   |        |
| Tipus 024         | Xina         | Vaixell llançamíssils | 6         | -         | 613 | 2 x míssils antivaixell Silkworm     | 760mm   |        |
| Tipus 024         | Xina         | Vaixell llançamíssils | 6         | -         | 615 | 2 x canons                           | 25mm    |        |
| Tipus 024         | Xina         | Vaixell llançamíssils | 6         | -         | 617 | 2 x canons                           | 25mm    |        |
| Tipus 024         | Xina         | Vaixell llançamíssils | 6         | -         | 619 | 2 x canons                           | 25mm    |        |
| Osa               | Rússia       | Vaixell llançamíssils | 6         | -         | 633 | 2 x canons AK230 CIWS                | 30mm    |        |
| Osa               | Rússia       | Vaixell llançamíssils | 6         | -         | 637 | 2 x canons AK230 CIWS                | 30mm    |        |
| Osa               | Rússia       | Vaixell llançamíssils | 6         | -         | 639 | 2 x canons AK230 CIWS                | 30mm    |        |
| Osa               | Rússia       | Vaixell llançamíssils | 6         | -         | 641 | 4 x míssils antivaixell P-15 Termit  | 760mm   |        |
| Osa               | Rússia       | Vaixell llançamíssils | 6         | -         | 643 | 4 x míssils antivaixell P-15 Termit  | 760mm   |        |
| Osa               | Rússia       | Vaixell llançamíssils | 6         | -         | 653 | 4 x míssils antivaixell P-15 Termit  | 760mm   |        |
| Ramadan           | Regne Unit   | Vaixell llançamíssils | 6         | Ramadan   | 670 | 4 x míssils antivaixell Otomat       | 400mm   |        |
| Ramadan           | Regne Unit   | Vaixell llançamíssils | 6         | Khybar    | 672 | 4 x míssils antivaixell Otomat       | 400mm   |        |
| Ramadan           | Regne Unit   | Vaixell llançamíssils | 6         | Kadesseya | 674 | 1 x canó naval OTO Melara            | 76mm    |        |
| Ramadan           | Regne Unit   | Vaixell llançamíssils | 6         | Yarmouk   | 676 | 1 x canó naval OTO Melara            | 76mm    |        |
| Ramadan           | Regne Unit   | Vaixell llançamíssils | 6         | Badr      | 678 | 2 x canons antiaèris Breda           | 40mm    |        |
| Ramadan           | Regne Unit   | Vaixell llançamíssils | 6         | Hetteen   | 680 | 2 x canons antiaèris Breda           | 40mm    |        |
| Tiger             | Alemanya     | Vaixell llançamíssils | 5         | -         | 601 | 1 x canó OTO Melara                  | 76mm    |        |
| Tiger             | Alemanya     | Vaixell llançamíssils | 5         | -         | 602 | 1 x canó Bofors                      | 40mm    |        |
| Tiger             | Alemanya     | Vaixell llançamíssils | 5         | -         | 603 | 1 x canó Bofors                      | 40mm    |        |
| Tiger             | Alemanya     | Vaixell llançamíssils | 5         | -         | 604 | 4 x míssils antivaixell Exocet       | 348mm   |        |
| Tiger             | Alemanya     | Vaixell llançamíssils | 5         | -         | 605 | 8 x mines navals                     | -       |        |

### Canoneres
| Classe      | Origen | Tipus    | Quantitat | Nom | Nº  | Armament             | Calibre | Imatge |
| ----------- | ------ | -------- | --------- | --- | --- | -------------------- | ------- | ------ |
| Shanghai II | Xina   | Canonera | 4         | -   | 793 | 4 x canons antiaèris | 37mm    |        |
| Shanghai II | Xina   | Canonera | 4         | -   | 795 | 4 x canons antiaèris | 37mm    |        |
| Shanghai II | Xina   | Canonera | 4         | -   | 797 | 4 x canons antiaèris | 23mm    |        |
| Shanghai II | Xina   | Canonera | 4         | -   | 799 | 4 x canons antiaèris | 23mm    |        |

### Caçasubmarins
| Classe | Origen | Tipus         | Quantitat | Nom       | Nº  | Armament                                      | Calibre | Imatge |
| ------ | ------ | ------------- | --------- | --------- | --- | --------------------------------------------- | ------- | ------ |
| Hainan | Xina   | Caçasubmarins | 8         | Al Nour   | 430 | 4 x canons                                    | 57mm    |        |
| Hainan | Xina   | Caçasubmarins | 8         | Al Hadi   | 433 | 4 x canons                                    | 23mm    |        |
| Hainan | Xina   | Caçasubmarins | 8         | Al Hakeem | 436 | 6 tubs de llançament de torpedes              | 324mm   |        |
| Hainan | Xina   | Caçasubmarins | 8         | Al Wakeel | 439 | 4 x llançadors de coets antisubmarins BU-1200 | 300mm   |        |
| Hainan | Xina   | Caçasubmarins | 8         | Al Kdar   | 442 | 4 x llançadors de càrregues de profunditat    | -       |        |
| Hainan | Xina   | Caçasubmarins | 8         | Al Samad  | 445 | 4 x llançadors de càrregues de profunditat    | -       |        |
| Hainan | Xina   | Caçasubmarins | 8         | Al Salam  | 448 | Mines navals                                  | -       |        |
| Hainan | Xina   | Caçasubmarins | 8         | Al Rafe   | 451 | Mines navals                                  | -       |        |

### Dragamines
| Classe         | Origen       | Tipus      | Quantitat | Nom            | Nº  | Armament                                   | Calibre | Imatge |
| -------------- | ------------ | ---------- | --------- | -------------- | --- | ------------------------------------------ | ------- | ------ |
| T43            | Rússia       | Dragamines | 5         | Gharbia        | 501 | 4 x canons antiaèris                       | 30mm    |        |
| T43            | Rússia       | Dragamines | 5         | Daqahlia       | 507 | 4 x canons antiaèris                       | 30mm    |        |
| T43            | Rússia       | Dragamines | 5         | Baharia        | 510 | 4 x canons antiaèris                       | 30mm    |        |
| T43            | Rússia       | Dragamines | 5         | Sinai          | 513 | 10 x mines navals                          | -       |        |
| T43            | Rússia       | Dragamines | 5         | Assuit         | 516 | 10 x mines navals                          | -       |        |
| Yurka          | Rússia       | Dragamines | 4         | Giza           | 530 | 4 x canons antiaèris                       | 37mm    |        |
| Yurka          | Rússia       | Dragamines | 4         | Aswan          | 533 | 8 x metralladores                          | 12.7mm  |        |
| Yurka          | Rússia       | Dragamines | 4         | Qena           | 536 | 2 x llançadors de càrregues de profunditat | -       |        |
| Yurka          | Rússia       | Dragamines | 4         | Sohag          | 539 | Mines navals                               | -       |        |
| Dhat Al Sawari | Estats Units | Dragamines | 3         | Dhat Al Sawari | -   | 2 x metralladores                          | 12.7mm  | -      |
| Dhat Al Sawari | Estats Units | Dragamines | 3         | Navarine       | -   | 2 x metralladores                          | 12.7mm  | -      |
| Dhat Al Sawari | Estats Units | Dragamines | 3         | Al Burullus    | -   | 2 x metralladores                          | 12.7mm  | -      |
| Osprey         | Estats Units | Dragamines | 2         | Al Farouk      | 534 | 2 x metralladores Browning M2              | 12.7mm  |        |
| Osprey         | Estats Units | Dragamines | 2         | Al Seddiq      | 521 | 2 x metralladores Browning M2              | 12.7mm  |        |

### Vaixells oceanogràfics
| Classe | Origen       | Tipus                | Quantitat | Nom         |
| ------ | ------------ | -------------------- | --------- | ----------- |
| Safaga | Estats Units | Vaixell oceanogràfic | 2         | Safaga      |
| Safaga | Estats Units | Vaixell oceanogràfic | 2         | Abu El Gosh |

### Minisubmarins
| Classe | Origen | Tipus       | Quantitat | Imatge |
| ------ | ------ | ----------- | --------- | ------ |
| Pluto  | Itàlia | Minisubmarí | 3         |        |

### Minadors
| Classe | Origen | Tipus   | Quantitat | Armament          | Calibre | Imatge |
| ------ | ------ | ------- | --------- | ----------------- | ------- | ------ |
| Tuima  | Rússia | Minador | 4         | 4 x canons AK-230 | 30mm    |        |
| Tuima  | Rússia | Minador | 4         | 1 x metralladora  | 12.7mm  |        |
| Tuima  | Rússia | Minador | 4         | Mines navals      | -       |        |

### Vaixells d'abastiment logístic
| Classe     | Origen   | Tipus                         | Quantitat | Nom      | Nº  | Armament                    | Calibre | Imatge |
| ---------- | -------- | ----------------------------- | --------- | -------- | --- | --------------------------- | ------- | ------ |
| Tipus 701E | Alemanya | Vaixell d'abastiment logístic | 1         | Shalatin | 230 | 2 x canons antiaèris Bofors | 40mm    |        |
| Westerwald | Alemanya | Vaixell d'abastiment logístic | 1         | Halayib  | 231 | -                           | -       | -      |

### Petroliers
| Classe     | Origen | Tipus     | Quantitat | Nom         | Nº  | Tonatge     |
| ---------- | ------ | --------- | --------- | ----------- | --- | ----------- |
| Toplivo II | Egipte | Petrolier | 9         | Aida 4      | 210 | 1.200 tones |
| Toplivo II | Egipte | Petrolier | 9         | Maryut      | 211 | 1.200 tones |
| Toplivo II | Egipte | Petrolier | 9         | Al Furat    | 212 | 1.200 tones |
| Toplivo II | Egipte | Petrolier | 9         | Al Nil      | 213 | 1.200 tones |
| Toplivo II | Egipte | Petrolier | 9         | Ekdu        | 214 | 1.200 tones |
| Toplivo II | Egipte | Petrolier | 9         | Atbarah     | 215 | 1.200 tones |
| Toplivo II | Egipte | Petrolier | 9         | Aida 3      | 216 | 1.200 tones |
| Toplivo II | Egipte | Petrolier | 9         | Al Manzalla | 217 | 1.200 tones |
| Toplivo II | Egipte | Petrolier | 9         | Al Burulus  | 218 | 1.200 tones |

### Remolcadors
| Classe     | Origen       | Tipus      | Quantitat | Nom            | Nº  | Tonatge   |
| ---------- | ------------ | ---------- | --------- | -------------- | --- | --------- |
| Okhtenskiy | Rússia       | Remolcador | 5         | El Max         | 103 | 940 tones |
| Okhtenskiy | Rússia       | Remolcador | 5         | El Agamy       | 105 | 940 tones |
| Okhtenskiy | Rússia       | Remolcador | 5         | El Kantara     | 107 | 940 tones |
| Okhtenskiy | Rússia       | Remolcador | 5         | El Dekhelia    | 109 | 940 tones |
| Okhtenskiy | Rússia       | Remolcador | 5         | El Eskandarany | 111 | 940 tones |
| Natick     | Estats Units | Remolcador | 2         | -              | -   | 560 tones |

### Vaixells d'entrenament
| Classe      | Origen     | Tipus                 | Quantitat | Nom         | Nº   | Tonatge     | Armament                        | Calibre | Imatge |
| ----------- | ---------- | --------------------- | --------- | ----------- | ---- | ----------- | ------------------------------- | ------- | ------ |
| Black Swan  | Regne Unit | Vaixell d'entrenament | 1         | Tariq       | F931 | 1.490 tones | 6 x canons Mk XVI               | 102mm   |        |
| Black Swan  | Regne Unit | Vaixell d'entrenament | 1         | Tariq       | F931 | 1.490 tones | 4 x canons Mark VIII            | 40mm    |        |
| Black Swan  | Regne Unit | Vaixell d'entrenament | 1         | Tariq       | F931 | 1.490 tones | 12 x canons Oerlikon            | 20mm    |        |
| Black Swan  | Regne Unit | Vaixell d'entrenament | 1         | Tariq       | F931 | 1.490 tones | 4 x metralladores Vickers       | 12.7mm  |        |
| Black Swan  | Regne Unit | Vaixell d'entrenament | 1         | Tariq       | F931 | 1.490 tones | 40 x càrregues de profunditat   | -       |        |
| Classe Z    | Regne Unit | Vaixell d'entrenament | 1         | Al Fateh    | F921 | 2.570 tones | 4 x canons                      | 120mm   |        |
| Classe Z    | Regne Unit | Vaixell d'entrenament | 1         | Al Fateh    | F921 | 2.570 tones | 22 x canons                     | 40mm    |        |
| Classe Z    | Regne Unit | Vaixell d'entrenament | 1         | Al Fateh    | F921 | 2.570 tones | 2 x canons                      | 20mm    |        |
| Classe Z    | Regne Unit | Vaixell d'entrenament | 1         | Al Fateh    | F921 | 2.570 tones | 8 x torpedes de 21 polzades Mk9 | 530mm   |        |
| Classe Z    | Regne Unit | Vaixell d'entrenament | 1         | Al Fateh    | F921 | 2.570 tones | 70 x càrregues de profunditat   | -       |        |
| El Mahrousa | Regne Unit | Vaixell d'entrenament | 1         | El Mahrousa | -    | 3.762 tones | -                               | -       |        |

### Aviació naval
| Nom                         | Tipus                              | Origen       | Unitats | Imatges |
| --------------------------- | ---------------------------------- | ------------ | ------- | ------- |
| Kaman SH-2G Super Seasprite | Guerra antisubmarina               | Estats Units | 10      |         |
| Aérospatiale Gazelle        | Helicòpter de reconeixement        | França       | 9       |         |
| Beechcraft 1900C            | Reconeixement i patrulla marítima  | Estats Units | 8       |         |
| E-2C-2000 Hawkeye           | Reconeixement i patrulla marítima. | Estats Units | 7       |         |
| Westland Sea King           | Guerra antisubmarina               | Regne Unit   | 1       |         |

### Míssils antivaixell
| Nom            | Tipus              | Origen       | Abast | Imatges |
| -------------- | ------------------ | ------------ | ----- | ------- |
| Otomat Mk-II   | Míssil antivaixell | Itàlia       | 180km |         |
| MM-40 Exocet   | Míssil antivaixell | França       | 180km |         |
| RGM-84 Harpoon | Míssil antivaixell | Estats Units | 140km |         |
| P-270 Moskit   | Míssil antivaixell | Rússia       | 120km |         |
| HY-1 Silkworm  | Míssil antivaixell | Xina         | 85km  |         |
| P-15 Termit    | Míssil antivaixell | Rússia       | 80km  |         |

### Adquisició de nous vaixells
L'Armada d'Egipte actualment duu a terme un procés d'actualització i modernització de la seva flota de superfície. El 16 de febrer de 2015, armada va ordenar la compra d'un buc de la classe Fremm, la qual entraria en servei després de l'obertura del nou canal del Suez, com a part d'un tracte major (el qual inclou 24 Rafales i una partida no determinada de míssils) avaluades en uns € 5.2mil milions. Egipte ha signat un contracte per € 1 mil milions amb l'empresa francesa DCNS per comprar 4 corbetes de la classe Gowind actualment en desenvolupament, amb opció de comprar dues més. Així mateix, ha transcendit la compra dels vaixells
d'assalt amfibi que França havia construït per Rússia de la classe Mistral.